# Copa Bicentenario de 2019 (Peru)
A Copa Bicentenario de 2019 foi a primeira edição desta copa nacional de futebol do Peru, organizada pela Federação Peruana de Futebol (em espanhol: Federación Peruana de Fútbol, FPF), entidade máxima do futebol peruano. O torneio, criado em 2019, foi disputado por todos os clubes da Liga de Fútbol Profesional: Liga 1 e Liga 2, primeira e segunda divisão do futebol peruano, respectivamente.
A copa começou em 21 de junho e terminou em 7 de novembro de 2019. O Atlético Grau da Liga 2 consagrou-se campeão, inclusive no ano do seu centenário, derrotando nas penalidades máximas da final ante o Sport Huancayo. O campeão, além do título, também faturou uma vaga na Copa Sul-Americana de 2020.

## Regulamento
A Copa Bicentenario de 2019 foi disputada pelos times da Liga1 e Liga2 em cinco fases. Na fase de grupos, eles foram divididos em oitos grupos, sendo que os dois primeiros de cada chave avançaram para a próxima etapa, a fase final. Em caso de igualdade na pontuação, foram critérios de desempate: 1) melhor saldo de gols, 2) mais gols pró, 3) menos gols sofridos, 4) confronto direto, 5) fair play. Nas oitavas, quartas e final, os times se enfrentaram em sistema mata-mata em jogo único, e na semifinal em jogos de ida e volta com aplicação da regra do gol fora de casa. Em caso de empate no tempo normal (ou no agregado das partidas e no gol qualificado), a vaga ou o título foi decidido na disputa de pênaltis. O vencedor da copa garantiu classificação direta para a Copa Sul-Americana de 2020.

## Participantes

### Liga 1
| - Alianza Lima        |
| - Alianza Universidad |
| - Ayacucho            |
| - Binacional          |
| - Carlos A. Mannucci  |

| - Cantolao            |
| - Deportivo Municipal |
| - Melgar              |
| - Pirata              |
| - Real Garcilaso      |

| - Sport Boys                |
| - Sport Huancayo            |
| - Sporting Cristal          |
| - Unión Comercio            |
| - Universidad César Vallejo |

| - Universidad San Martín |
| - Universitario          |
| - UTC                    |

### Liga 2
| - Alianza Atlético |
| - Atlético Grau    |
| - Cienciano        |

| - Comerciantes Unidos |
| - Cultural Santa Rosa |
| - Deportivo Coopsol   |

| - Juan Aurich  |
| - Los Caimanes |
| - Santos       |

| - Sport Loreto   |
| - Sport Victoria |
| - Unión Huaral   |

## Fase de grupos

### Grupo A
| Pos | Equipe                    | Pts | J | V | E | D | GP | GC | SG | Classificação        |     | SCR | CAG | UCV | AA  |
| --- | ------------------------- | --- | - | - | - | - | -- | -- | -- | -------------------- | --- | --- | --- | --- | --- |
| 1   | Sporting Cristal          | 7   | 3 | 2 | 1 | 0 | 6  | 2  | +4 | Avançam à Fase final |     | —   | —   | 1–1 | —   |
| 2   | Atlético Grau             | 4   | 3 | 1 | 1 | 1 | 4  | 4  | 0  | Avançam à Fase final |     | 1–3 | —   | 2–0 | —   |
| 3   | Universidad César Vallejo | 4   | 3 | 1 | 1 | 1 | 4  | 4  | 0  |                      |     | —   | —   | —   | 3–1 |
| 4   | Alianza Atlético          | 1   | 3 | 0 | 1 | 2 | 2  | 6  | −4 |                      | 0–2 | 1–1 | —   | —   |     |

### Grupo B
| Pos | Equipe              | Pts | J | V | E | D | GP | GC | SG | Classificação        |  | UTC | SBA | COM |
| --- | ------------------- | --- | - | - | - | - | -- | -- | -- | -------------------- |  | --- | --- | --- |
| 1   | UTC                 | 6   | 2 | 2 | 0 | 0 | 2  | 0  | +2 | Avançam à Fase final |  | —   | 1–0 | —   |
| 2   | Sport Boys          | 1   | 2 | 0 | 1 | 1 | 0  | 1  | −1 | Avançam à Fase final |  | —   | —   | 0–0 |
| 3   | Comerciantes Unidos | 1   | 2 | 0 | 1 | 1 | 0  | 1  | −1 |                      |  | 0–1 | —   | —   |

### Grupo C
| Pos | Equipe             | Pts | J | V | E | D | GP | GC | SG | Classificação        |   | COO | UNI | HUA | CAM |
| --- | ------------------ | --- | - | - | - | - | -- | -- | -- | -------------------- | - | --- | --- | --- | --- |
| 1   | Deportivo Coopsol  | 5   | 3 | 1 | 2 | 0 | 4  | 1  | +3 | Avançam à Fase final |   | —   | 3–0 | —   | 1–1 |
| 2   | Universitario      | 4   | 3 | 1 | 1 | 1 | 2  | 3  | −1 | Avançam à Fase final |   | —   | —   | —   | 2–0 |
| 3   | Unión Huaral       | 3   | 3 | 0 | 3 | 0 | 3  | 3  | 0  |                      |   | 0–0 | 0–0 | —   | —   |
| 4   | Carlos A. Mannucci | 2   | 3 | 0 | 2 | 1 | 4  | 6  | −2 |                      | — | —   | 3–3 | —   |     |

### Grupo D
| Pos | Equipe                 | Pts | J | V | E | D | GP | GC | SG | Classificação        |   | CAI | USM | JA | PIR |
| --- | ---------------------- | --- | - | - | - | - | -- | -- | -- | -------------------- | - | --- | --- | -- | --- |
| 1   | Los Caimanes           | 7   | 3 | 2 | 1 | 0 | 7  | 5  | +2 | Avançam à Fase final |   | —   | 2–2 | —  | 2–1 |
| 2   | Universidad San Martín | 5   | 3 | 1 | 2 | 0 | 4  | 2  | +2 | Avançam à Fase final |   | —   | —   | —  | 0–0 |
| 3   | Juan Aurich            | 3   | 3 | 1 | 0 | 2 | 5  | 6  | −1 |                      |   | 2–3 | 0–2 | —  | —   |
| 4   | Pirata                 | 1   | 3 | 0 | 1 | 2 | 2  | 5  | −3 |                      | — | —   | 1–3 | —  |     |

### Grupo E
| Pos | Equipe              | Pts | J | V | E | D | GP | GC | SG | Classificação        |  | UCO | LOR | AUH |
| --- | ------------------- | --- | - | - | - | - | -- | -- | -- | -------------------- |  | --- | --- | --- |
| 1   | Unión Comercio      | 4   | 2 | 1 | 1 | 0 | 4  | 0  | +4 | Avançam à Fase final |  | —   | 4–0 | —   |
| 2   | Sport Loreto        | 3   | 2 | 1 | 0 | 1 | 2  | 5  | −3 | Avançam à Fase final |  | —   | —   | 2–1 |
| 3   | Alianza Universidad | 1   | 2 | 0 | 1 | 1 | 1  | 2  | −1 |                      |  | 0–0 | —   | —   |

### Grupo F
| Pos | Equipe              | Pts | J | V | E | D | GP | GC | SG | Classificação        |     | SHU | MUN | SAN | AYA |
| --- | ------------------- | --- | - | - | - | - | -- | -- | -- | -------------------- | --- | --- | --- | --- | --- |
| 1   | Sport Huancayo      | 9   | 3 | 3 | 0 | 0 | 7  | 2  | +5 | Avançam à Fase final |     | —   | 2–0 | 3–1 | —   |
| 2   | Deportivo Municipal | 4   | 3 | 1 | 1 | 1 | 3  | 4  | −1 | Avançam à Fase final |     | —   | —   | —   | 2–1 |
| 3   | Santos              | 2   | 3 | 0 | 2 | 1 | 4  | 6  | −2 |                      |     | —   | 1–1 | —   | 2–2 |
| 4   | Ayacucho            | 1   | 3 | 0 | 1 | 2 | 4  | 6  | −2 |                      | 1–2 | —   | —   | —   |     |

### Grupo G
| Pos | Equipe              | Pts | J | V | E | D | GP | GC | SG | Classificação        |     | RGA | CAN | CIE | CSR |
| --- | ------------------- | --- | - | - | - | - | -- | -- | -- | -------------------- | --- | --- | --- | --- | --- |
| 1   | Real Garcilaso      | 9   | 3 | 3 | 0 | 0 | 8  | 2  | +6 | Avançam à Fase final |     | —   | 3–1 | —   | —   |
| 2   | Cantolao            | 6   | 3 | 2 | 0 | 1 | 5  | 4  | +1 | Avançam à Fase final |     | —   | —   | 2–0 | —   |
| 3   | Cienciano           | 3   | 3 | 1 | 0 | 2 | 6  | 4  | +2 |                      |     | 1–2 | —   | —   | 5–0 |
| 4   | Cultural Santa Rosa | 0   | 3 | 0 | 0 | 3 | 1  | 10 | −9 |                      | 0–3 | 1–2 | —   | —   |     |

### Grupo H
| Pos | Equipe         | Pts | J | V | E | D | GP | GC | SG | Classificação        |     | BIN | MEL | ALI | SVI |
| --- | -------------- | --- | - | - | - | - | -- | -- | -- | -------------------- | --- | --- | --- | --- | --- |
| 1   | Binacional     | 6   | 3 | 2 | 0 | 1 | 7  | 4  | +3 | Avançam à Fase final |     | —   | —   | 4–1 | —   |
| 2   | Melgar         | 4   | 3 | 1 | 1 | 1 | 5  | 2  | +3 | Avançam à Fase final |     | 0–1 | —   | —   | 4–0 |
| 3   | Alianza Lima   | 4   | 3 | 1 | 1 | 1 | 4  | 5  | −1 |                      |     | —   | 1–1 | —   | —   |
| 4   | Sport Victoria | 3   | 3 | 1 | 0 | 2 | 3  | 8  | −5 |                      | 3–2 | —   | 0–2 | —   |     |

## Fase final

### Tabelão até a final
|  | Oitavas de final       | Oitavas de final  |       |                     | Quartas de final | Quartas de final |  |                | Semifinais | Semifinais | Semifinais | Semifinais |  |               | Final | Final |
|  |                        |                   |       |                     |                  |                  |  |                |            |            |            |            |  |               |       |       |
|  | Sporting Cristal       | 2 (4)             |       |                     |                  |                  |  |                |            |            |            |            |  |               |       |       |
|  | Sport Boys             | 2 (3)             |       |                     |                  |                  |  |                |            |            |            |            |  |               |       |       |
|  | Sport Boys             | 2 (3)             |       | Sporting Cristal    | 1 (3)            |                  |  |                |            |            |            |            |  |               |       |       |
|  |                        |                   |       | Sporting Cristal    | 1 (3)            |                  |  |                |            |            |            |            |  |               |       |       |
|  |                        | Atlético Grau     | 1 (5) |                     |                  |                  |  |                |            |            |            |            |  |               |       |       |
|  | UTC                    | Atlético Grau     | 1 (5) | 2 (6)               |                  |                  |  |                |            |            |            |            |  |               |       |       |
|  | UTC                    |                   |       | 2 (6)               |                  |                  |  |                |            |            |            |            |  |               |       |       |
|  | Atlético Grau          | 2 (7)             |       |                     |                  |                  |  |                |            |            |            |            |  |               |       |       |
|  | Atlético Grau          | 2 (7)             |       |                     |                  |                  |  | Atlético Grau  |            | 4          | 7          |            |  |               |       |       |
|  |                        |                   |       |                     |                  |                  |  | Atlético Grau  |            | 4          | 7          |            |  |               |       |       |
|  |                        | Deportivo Coopsol |       | 1                   | 2                |                  |  |                |            |            |            |            |  |               |       |       |
|  | Deportivo Coopsol      | Deportivo Coopsol | 1 (5) | 1                   | 2                |                  |  |                |            |            |            |            |  |               |       |       |
|  | Deportivo Coopsol      |                   | 1 (5) |                     |                  |                  |  |                |            |            |            |            |  |               |       |       |
|  | Universidad San Martín | 1 (3)             |       |                     |                  |                  |  |                |            |            |            |            |  |               |       |       |
|  | Universidad San Martín | 1 (3)             |       | Deportivo Coopsol   | 1 (4)            |                  |  |                |            |            |            |            |  |               |       |       |
|  |                        |                   |       | Deportivo Coopsol   | 1 (4)            |                  |  |                |            |            |            |            |  |               |       |       |
|  |                        | Universitario     | 1 (3) |                     |                  |                  |  |                |            |            |            |            |  |               |       |       |
|  | Los Caimanes           | Universitario     | 1 (3) | 0                   |                  |                  |  |                |            |            |            |            |  |               |       |       |
|  | Los Caimanes           |                   |       | 0                   |                  |                  |  |                |            |            |            |            |  |               |       |       |
|  | Universitario          | 2                 |       |                     |                  |                  |  |                |            |            |            |            |  |               |       |       |
|  | Universitario          | 2                 |       |                     |                  |                  |  |                |            |            |            |            |  | Atlético Grau | 0 (4) |       |
|  |                        |                   |       |                     |                  |                  |  |                |            |            |            |            |  | Atlético Grau | 0 (4) |       |
|  |                        | Sport Huancayo    | 0 (3) |                     |                  |                  |  |                |            |            |            |            |  |               |       |       |
|  | Unión Comercio         | Sport Huancayo    | 0 (3) | 1                   |                  |                  |  |                |            |            |            |            |  |               |       |       |
|  | Unión Comercio         |                   |       | 1                   |                  |                  |  |                |            |            |            |            |  |               |       |       |
|  | Deportivo Municipal    | 2                 |       |                     |                  |                  |  |                |            |            |            |            |  |               |       |       |
|  | Deportivo Municipal    | 2                 |       | Deportivo Municipal | 0                |                  |  |                |            |            |            |            |  |               |       |       |
|  |                        |                   |       | Deportivo Municipal | 0                |                  |  |                |            |            |            |            |  |               |       |       |
|  |                        | Sport Huancayo    | 4     |                     |                  |                  |  |                |            |            |            |            |  |               |       |       |
|  | Sport Huancayo         | Sport Huancayo    | 4     | 4                   |                  |                  |  |                |            |            |            |            |  |               |       |       |
|  | Sport Huancayo         |                   |       | 4                   |                  |                  |  |                |            |            |            |            |  |               |       |       |
|  | Sport Loreto           | 0                 |       |                     |                  |                  |  |                |            |            |            |            |  |               |       |       |
|  | Sport Loreto           | 0                 |       |                     |                  |                  |  | Sport Huancayo |            | 0          | 2          |            |  |               |       |       |
|  |                        |                   |       |                     |                  |                  |  | Sport Huancayo |            | 0          | 2          |            |  |               |       |       |
|  |                        | Cantolao          |       | 0                   | 0                |                  |  |                |            |            |            |            |  |               |       |       |
|  | Real Garcilaso         | Cantolao          | 2     | 0                   | 0                |                  |  |                |            |            |            |            |  |               |       |       |
|  | Real Garcilaso         |                   | 2     |                     |                  |                  |  |                |            |            |            |            |  |               |       |       |
|  | Melgar                 | 1                 |       |                     |                  |                  |  |                |            |            |            |            |  |               |       |       |
|  | Melgar                 | 1                 |       | Real Garcilaso      | 0                |                  |  |                |            |            |            |            |  |               |       |       |
|  |                        |                   |       | Real Garcilaso      | 0                |                  |  |                |            |            |            |            |  |               |       |       |
|  |                        | Cantolao          | 1     |                     |                  |                  |  |                |            |            |            |            |  |               |       |       |
|  | Binacional             | Cantolao          | 1     | 3 (2)               |                  |                  |  |                |            |            |            |            |  |               |       |       |
|  | Binacional             |                   |       | 3 (2)               |                  |                  |  |                |            |            |            |            |  |               |       |       |
|  | Cantolao (p)           | 3 (3)             |       |                     |                  |                  |  |                |            |            |            |            |  |               |       |       |

### Final
| 7 de novembro de 2019                                                  | Atlético Grau | 0 – 0 (4 – 3 pen.)                                                            | Sport Huancayo | Callao                                      |  |
| 20:00                                                                  |               | Relatório                                                                     |                | Estádio: Miguel Grau Árbitro: Edwin Ordóñez |  |
|                                                                        |               | Penalidades                                                                   |                |                                             |  |
| Jair Yglesias Roberto Céspedes Jonathan Acasiete Juan Neira Matías Sen |               | Marcio Valverde Koichi Aparicio Manuel Corrales Carlos Neumann Daniel Morales |                |                                             |  |

## Premiação
| Copa Bicentenario de 2019          |
| ---------------------------------- |
| Atlético Grau Campeão (1.º título) |

## Estatísticas
| Gols | Jogador         | Time                |
| ---- | --------------- | ------------------- |
| 6    | Carlos Neumann  | Sport Huancayo      |
| 5    | Steven Aponzá   | Atlético Grau       |
| 4    | Jeremías Bogado | Deportivo Municipal |
| 4    | Danilo Carando  | Real Garcilaso      |
| 4    | Ronal Huaccha   | Atlético Grau       |

| Total | Jogador             | Time                 |
| ----- | ------------------- | -------------------- |
| 3     | Cristian Souza      | Real Garcilaso       |
| 3     | Carlos Ross         | Sport Huancayo       |
| 2     | Gerson Barreto      | Cantolao             |
| 2     | Patricio Arce       | Sporting Cristal     |
| 2     | Jean Franco Falconí | Santos               |
| 2     | Brahyan Montenegro  | Juan Aurich          |
| 2     | Juan Pablo Vergara  | Deportivo Binacional |
| 2     | Bernardo Cuesta     | Melgar               |
| 2     | Alfredo Ramúa       | Real Garcilaso       |
| 2     | Jorge Cazulo        | Sporting Cristal     |
| 2     | Marcos Lliuya       | Sport Huancayo       |
| 2     | Marcio Valverde     | Sport Huancayo       |